# Obereopsis binotaticollis
Obereopsis binotaticollis là một loài bọ cánh cứng trong họ Cerambycidae.